# هوراسيو إستيفيز
هوراسيو إستيفيز (بالإسبانية: Horacio Esteves) هو منافس ألعاب قوى فنزويلي، ولد في 6 يوليو 1940 في ياريتاغوا ‏ في فنزويلا، وتوفي في 26 يوليو 1996.

## وصلات خارجية
- هوراسيو إستيفيز على موقع الاتحاد الدولي لألعاب القوى (الإنجليزية)
- هوراسيو إستيفيز على موقع اللجنة الأولمبية الدولية (الإنجليزية)
- هوراسيو إستيفيز على موقع أوليمبيديا (الإنجليزية)